# 變形金剛：毀滅行動
《變形金剛：毀滅行動》（中国大陆又译作）是2015年變形金剛電子遊戲，當年度动视在E3展中，公開由白金工作室研發的本遊戲，特色為回歸80年代原始卡通外型，而不再走電影版寫實機械風格。本作的PS4版支持简体中文。
遊戲中玩家可自由地依照個人需求切換兩個模式，玩家可以以汽車型態奔馳，並在需要時隨即以機器人模式來迎戰。

## 官方网站
- 官方网站（英文）
- 《变形金刚：破坏战士》（页面存档备份，存于）在索尼互动娱乐的页面（简体中文）